# Mariä Himmelfahrt (Walting)

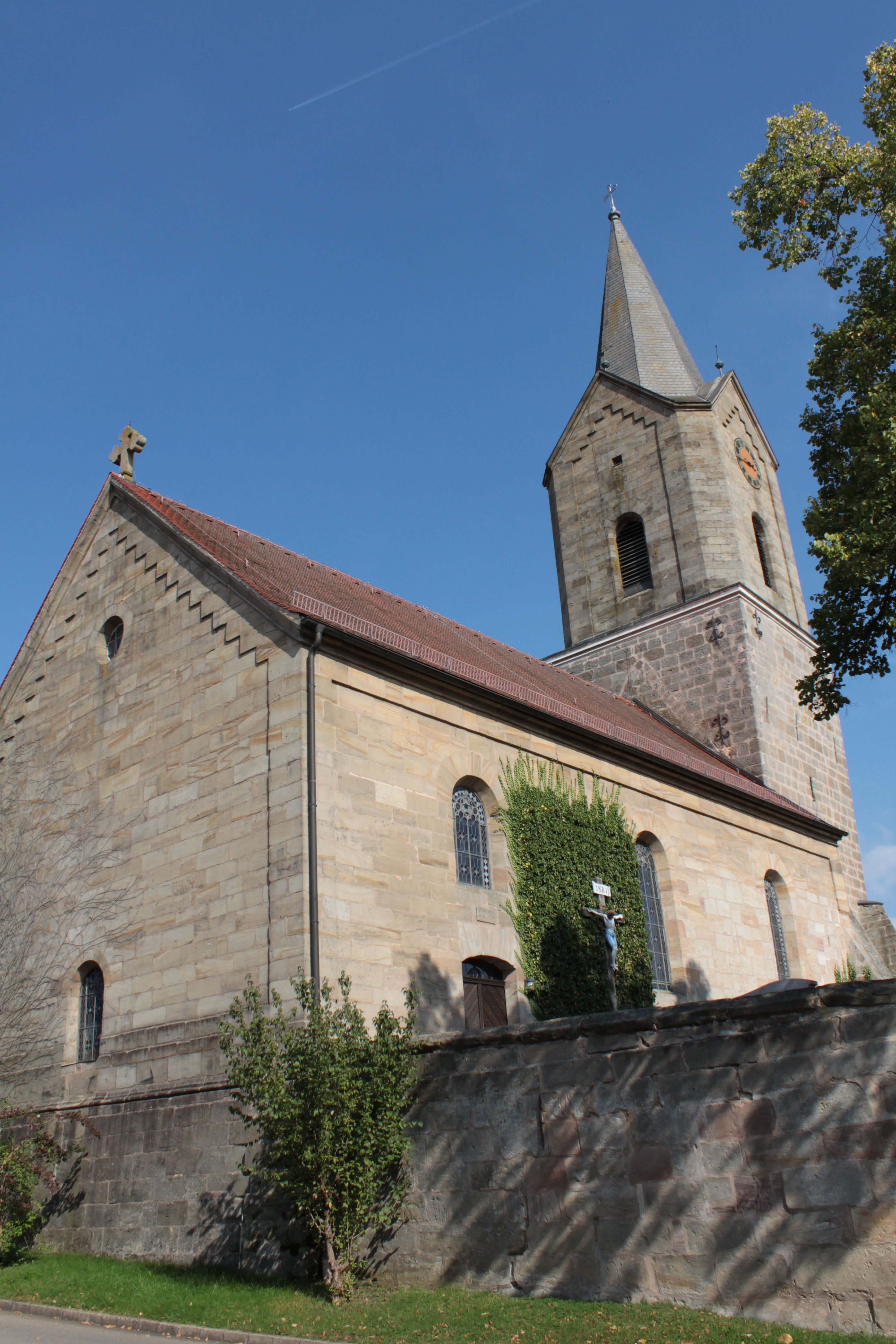
Ansicht von Mariä Himmelfahrt

Die Pfarrkirche Mariä Himmelfahrt ist eine katholische Kirche in Walting, einem Gemeindeteil des bayerischen Markts Pleinfeld im mittelfränkischen Landkreis Weißenburg-Gunzenhausen. Sie ist Pfarrkirche der Pfarrei Walting im Pfarreienverbund Pleinfeld im Bistum Eichstätt. Das Gebäude ist unter der Denkmalnummer D-5-77-161-121 als Baudenkmal in die Bayerische Denkmalliste eingetragen. Der mittelalterlichen und frühneuzeitlichen Befunde der Kirche sind zusätzlich als Bodendenkmal (Nummer: D-5-6832-0149) eingetragen. Die Kirche mit der postalischen Adresse Walting 94 befindet sich Ortskern umgeben von weiteren denkmalgeschützten Bauwerken auf einer Höhe von 477 m ü. NHN umgeben vom Dorffriedhof.

## Geschichte und Ausstattung
Seit 1557 ist die im Kern mittelalterliche Kirche die Pfarrkirche des Ortes. Restauriert wurde sie 1774 im Stil des Barock.
1817 und 1869 wurde bei Stürmen das Kreuz des Kirchturms verbogen. 1874 brannte der Kirchturm nieder. Der Neubau bekam einen höheren Kirchturm, der von einem Spitzhelm gekrönt wird.
Bis 1807 existierte mit St. Bartholomäus noch eine zweite Kirche im Ort.
Der Hochaltar stammt aus dem Neobarock und besitzt eine spätgotische Marienfigur von 1500. Aus dem 16. Jahrhundert stammen Statuen der heiligen Petrus, Paulus und Sebastian.

### Deckengemälde

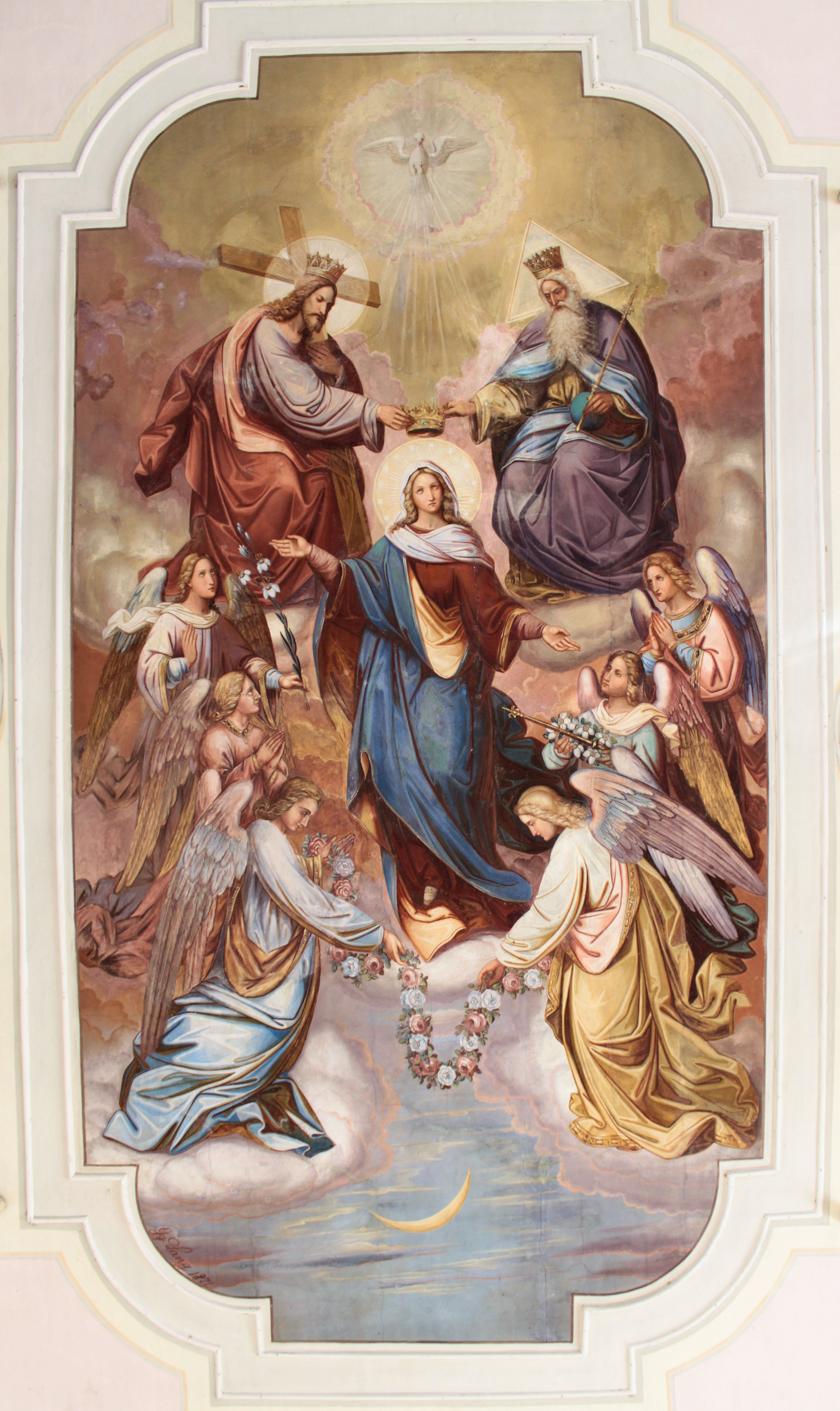
Zentrales Bild im Deckengemälde

Das Deckengemälde breitet sich nahezu über das gesamte Kirchenschiff aus, einzig über der Empore ist keine sichtbare Bemalung vorhanden. Im zentralen Gemälde ist die Himmelfahrt Mariens zu sehen. Maria wird umrahmt von Gott-Vater, Jesus und dem hl. Geist sowie einer Vielzahl an Engeln.
Das zentrale Bild des Deckengemäldes wird von 8 Heiligen umrahmt. Als Bistumsheilige sind der hl. Willibald und die hl. Walburga zu sehen. Ebenfalls zu sehen sind: Papst Gregor der Große, Ambrosius, Hieronymus, Wendelin, Leonhard und Augustinus.

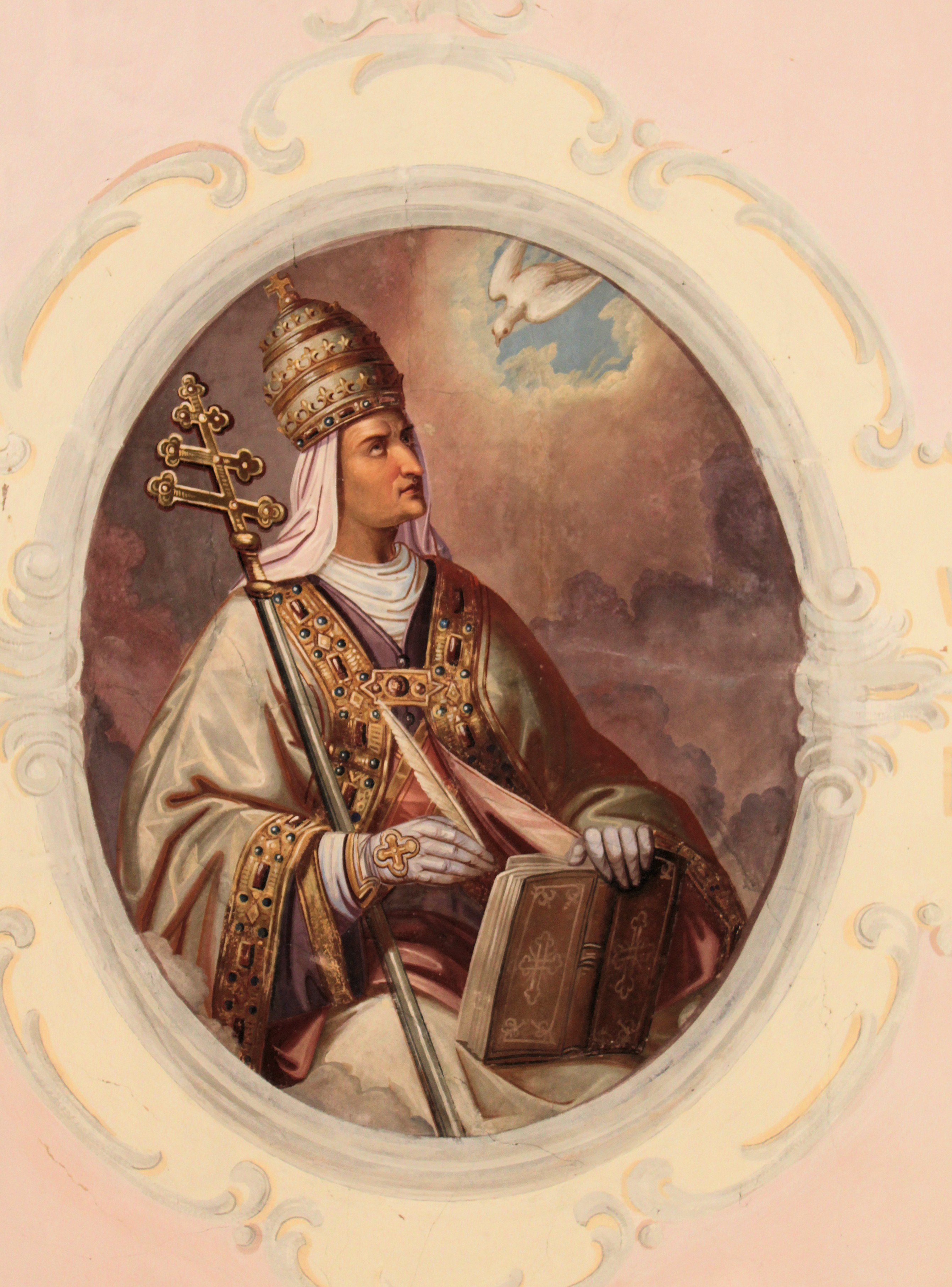
Papst Gregor der Große
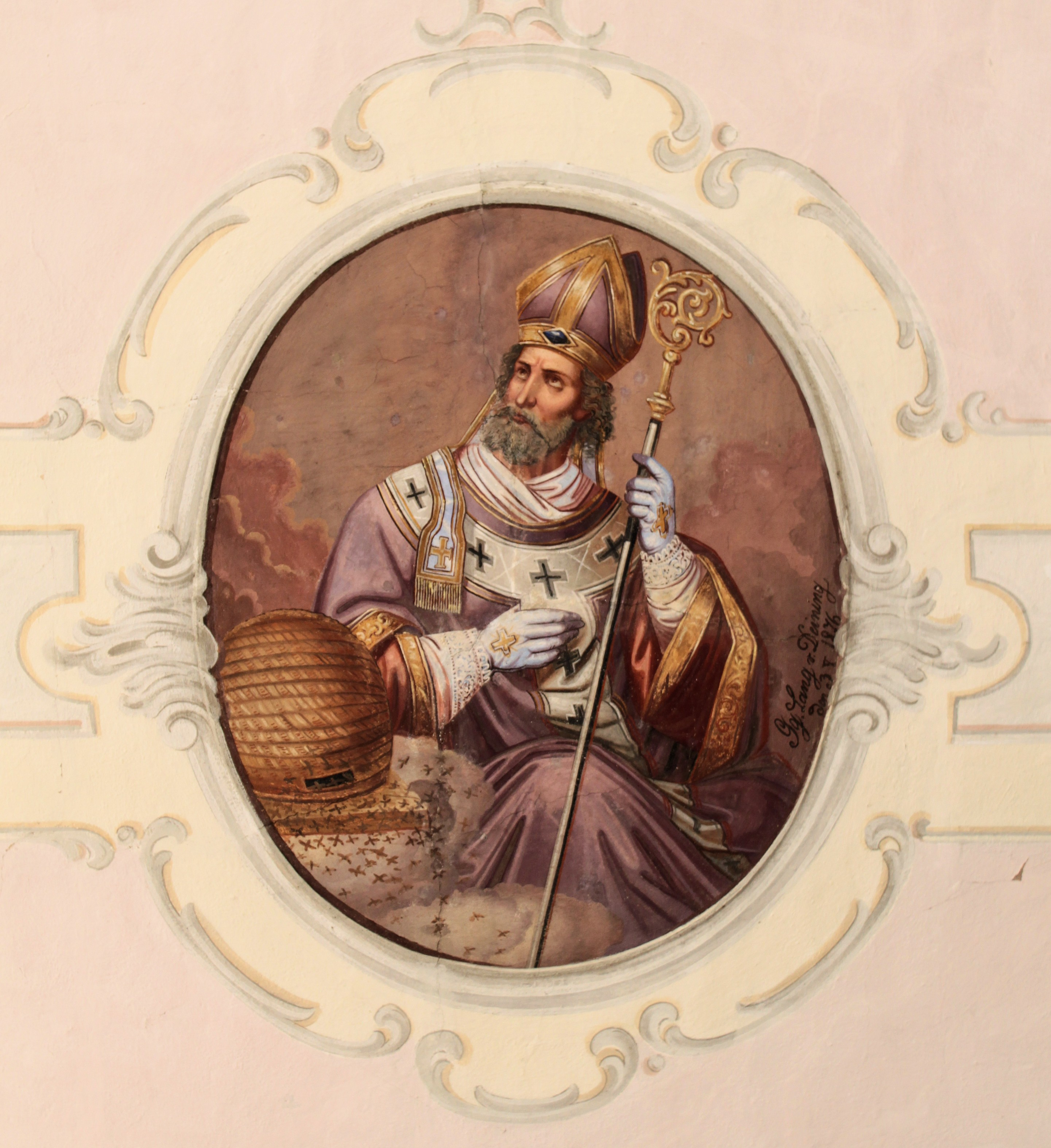
Ambrosius
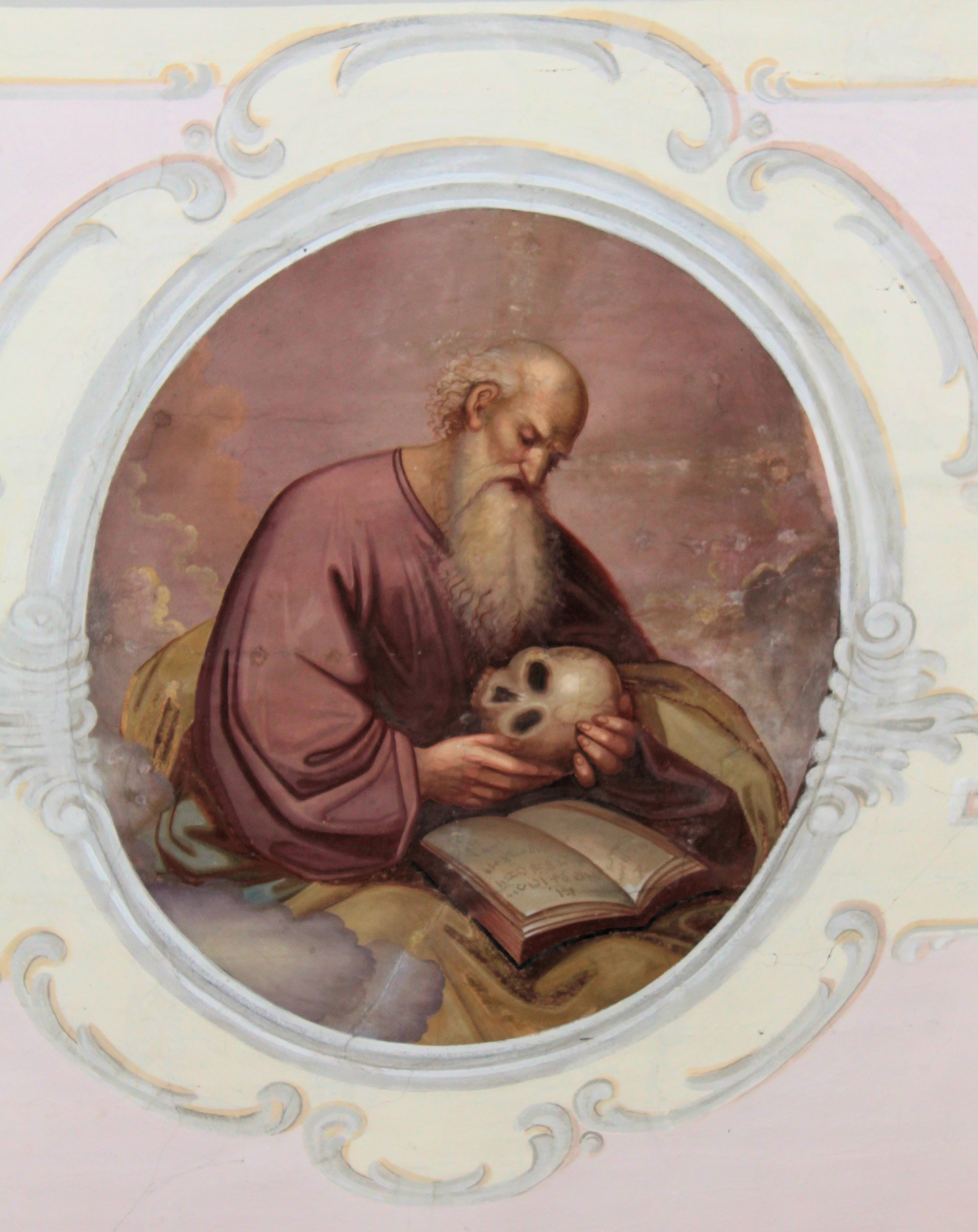
Hieronymus
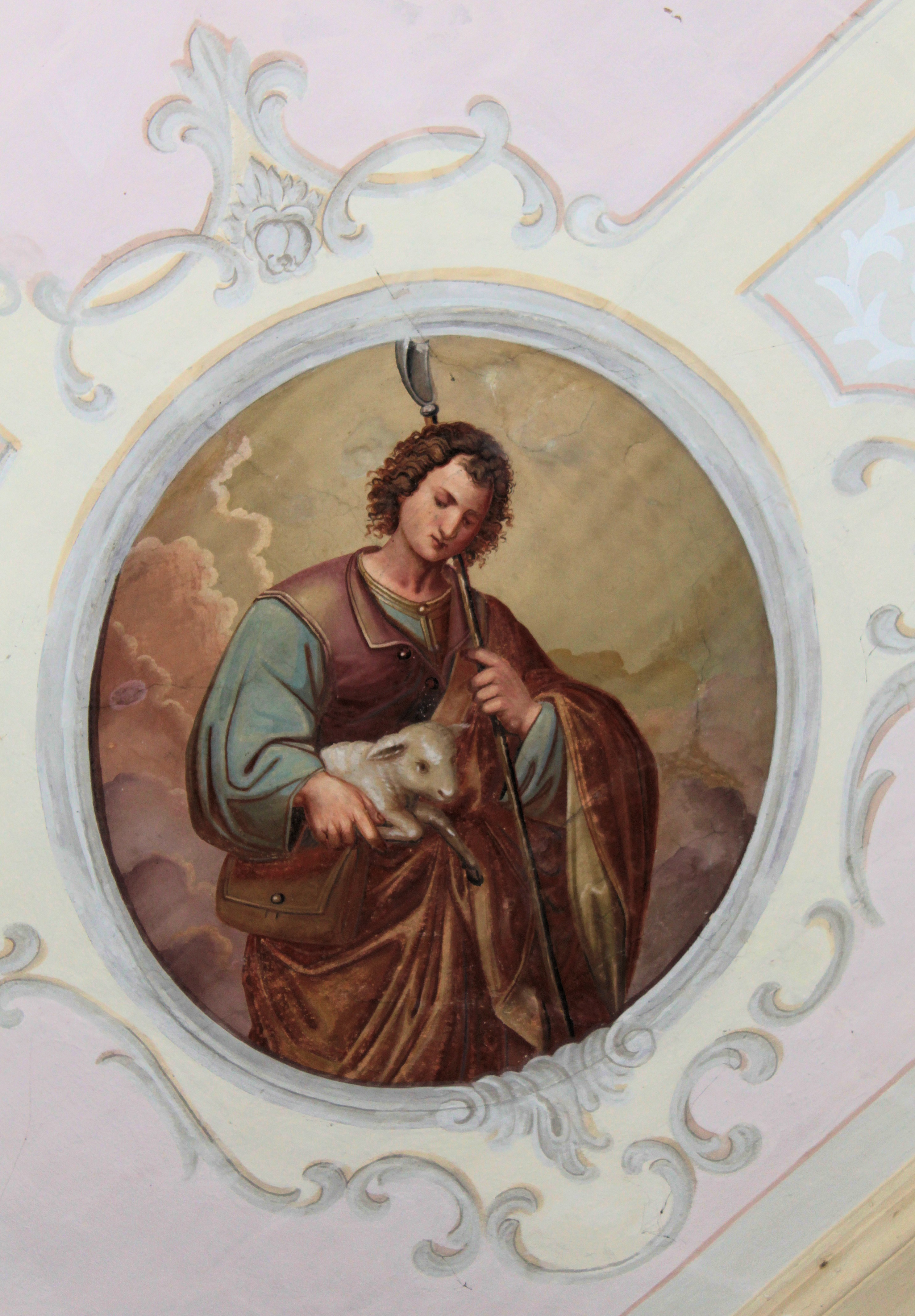
Wendelin
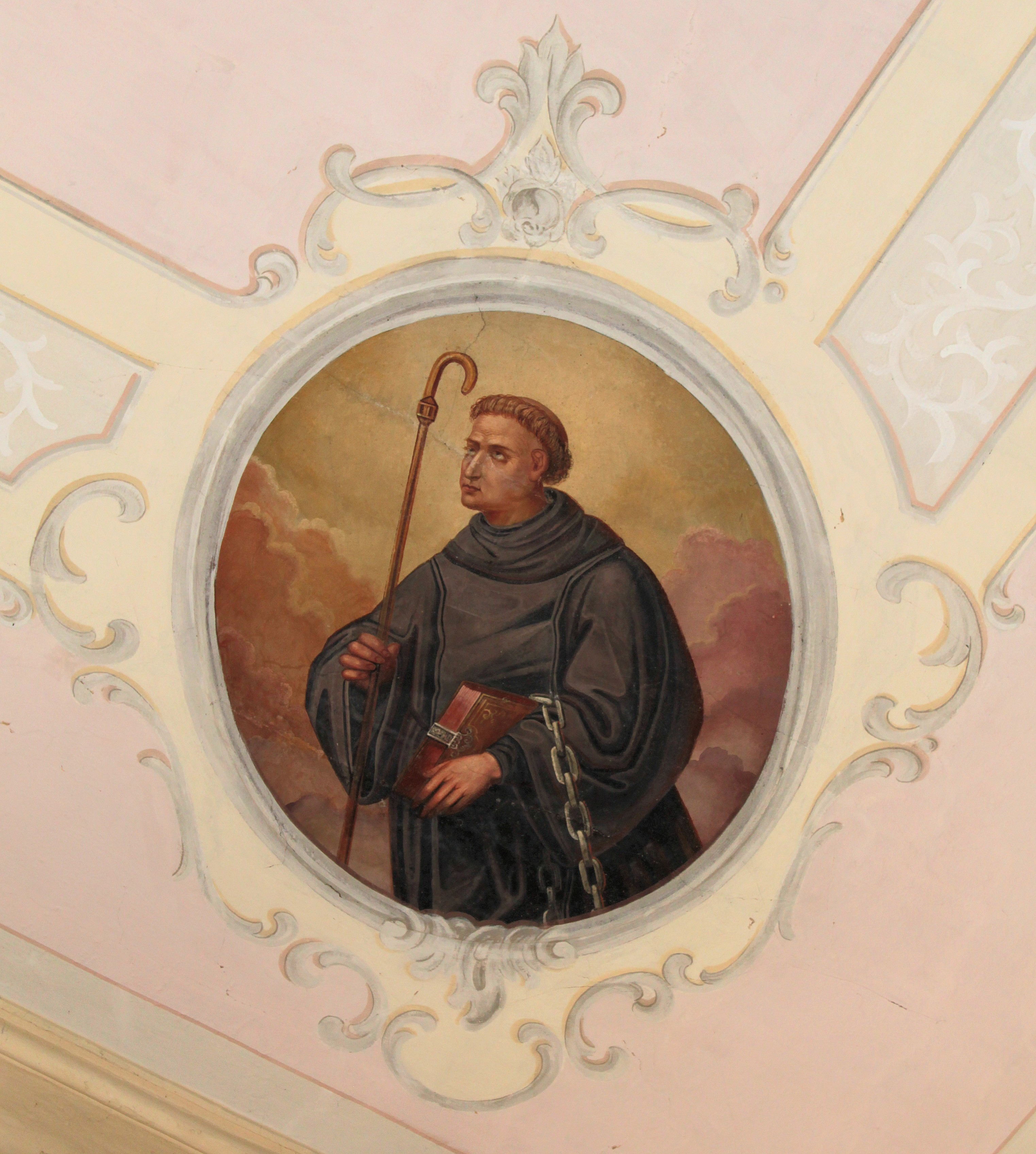
Leonhard
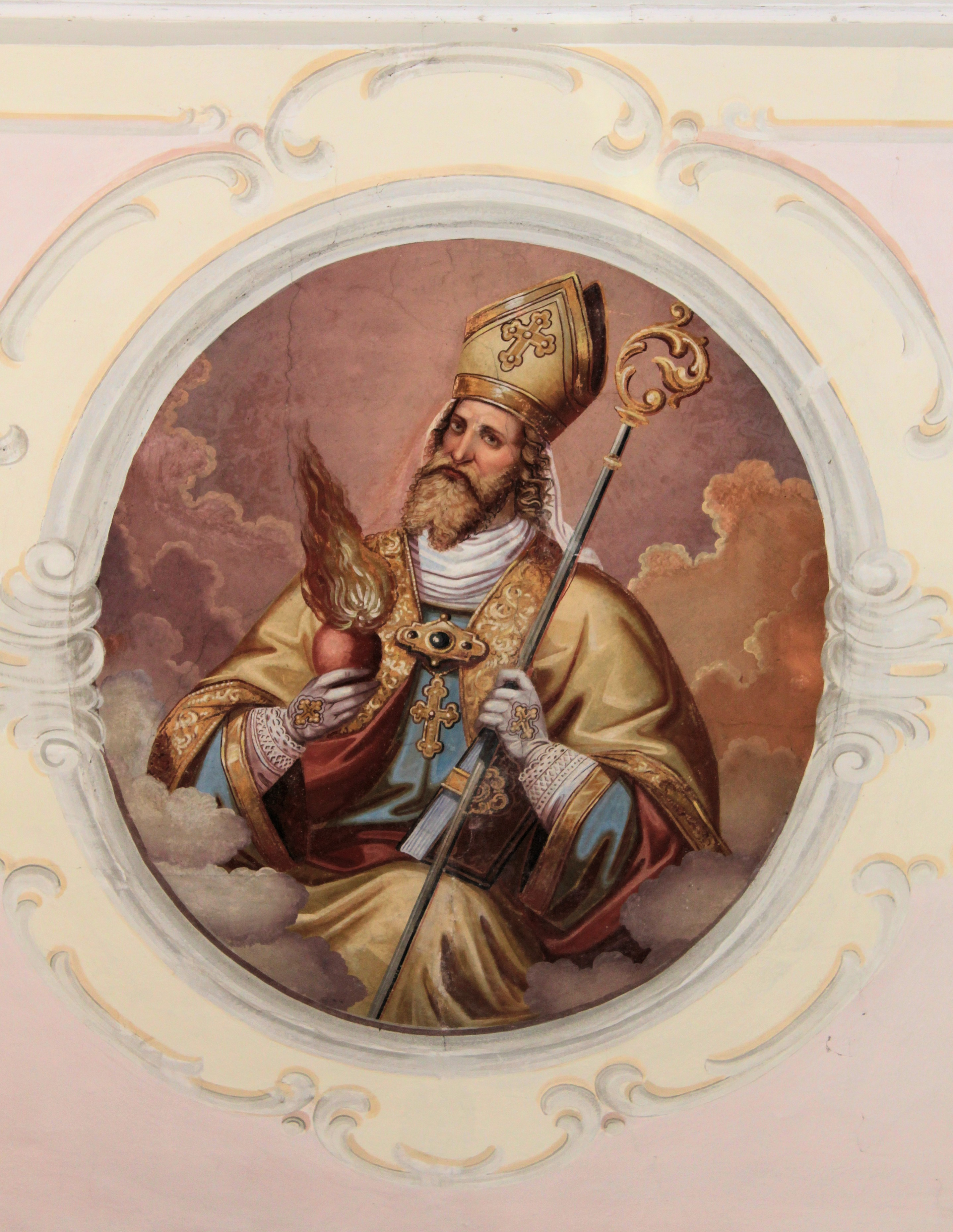
Augustinus

Das zentrale Deckengemälde ist mit Stuck umrahmt.

### Orgel

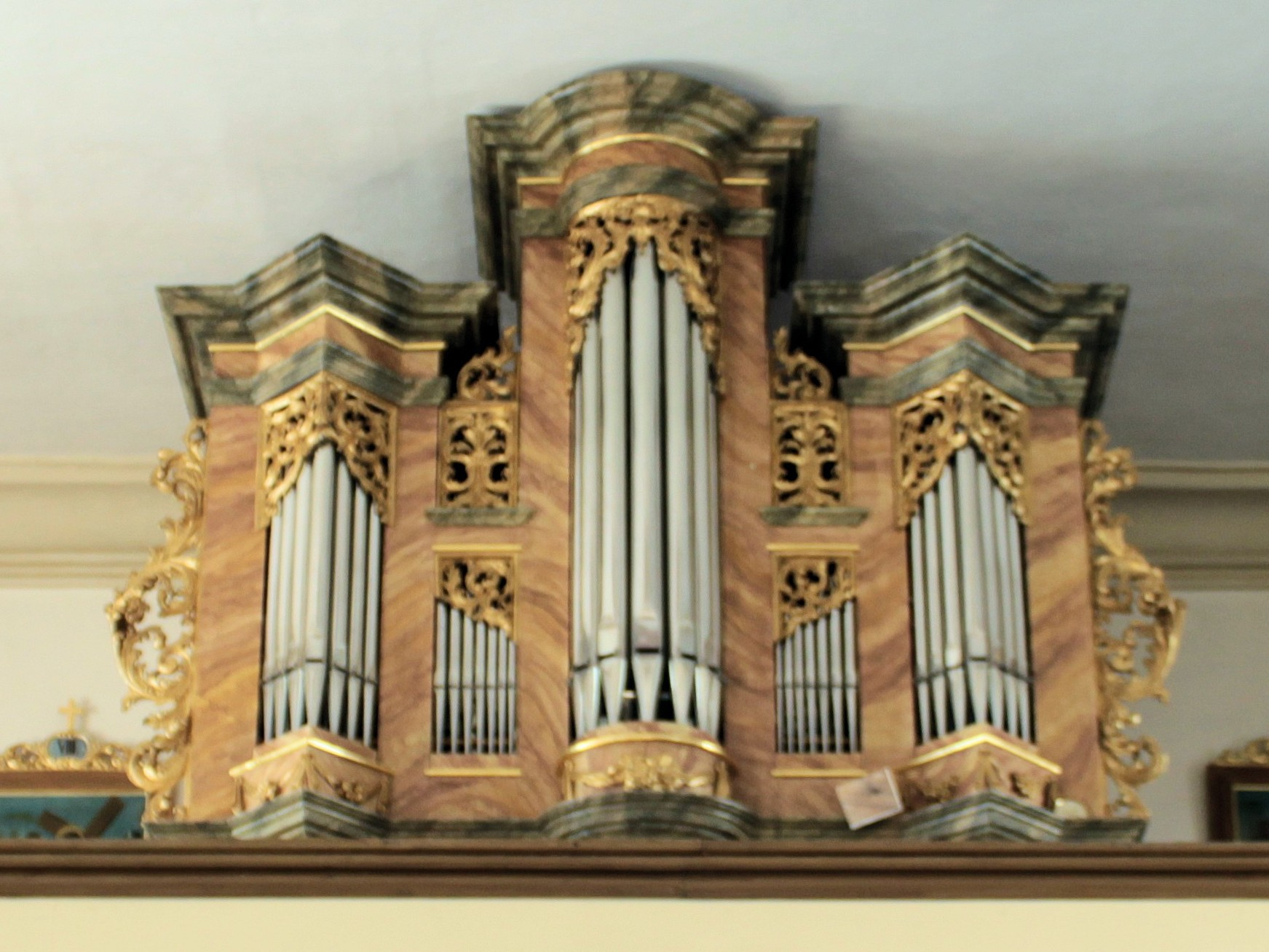
Die Orgel

1818 wurde eine Orgel aus dem säkularisierten Franziskanerkloster Ellingen in die Westempore eingebaut, die Anton Bayr 1745 gebaut hatte. Hinter dem Prospekt von 1745 wurde im Jahr 2002 von Siegfried Schmid ein neues Orgelwerk eingebaut. Die historischen Pfeifen und Windladen kamen ins Orgelzentrum Valley, wo das Instrument hinter dem nachgebauten Prospekt wieder rekonstruiert wurde.

### Glocken
Die Glocken wurden 1953 von Friedrich Wilhelm Schilling gegossen. Das Geläut hat die Schlagtöne e′, g′, a′ und h′. Der bayerische König Ludwig II. schenkte der Pfarrei Beutekanonen aus dem Deutsch-Französischen Krieg für den Neuguss der zerstörten Glocken. Nach der Restaurierung 1948 durch Othmar Lux riss ein Sturm 1986 das Kreuz vom Turm.